# 原全五
原 全五（はら ぜんご、1912年3月21日 - 2003年7月17日）は、昭和から平成時代の社会運動家。日本共産党中央委員候補。

## 経歴
鹿児島県熊毛郡南種子村（現南種子町）生まれ。小学校卒業。17歳のとき大阪に来て鉄工所の見習工となり、1932年3月大阪砲兵工廠に旋盤工として入社。大阪で同郷の先輩で、全協日本金属労働組合で非合法活動をしていた山田六左衛門から影響を受け、同年4月に全協日本金属労働組合大阪支部砲兵工廠分会を結成。同年5月には日本共産党に入党、共青・党関西地方委員会専従オルグとなった。1933年検挙、起訴猶予。1934年宮内勇らの日本共産党「多数派」に参加。1935年検挙、1937年起訴猶予。1937年春日庄次郎、竹中恒三郎らと日本共産主義者団を結成。1938年検挙、懲役7年の判決を受け、敗戦後の1945年9月に刑期満了で堺の大阪刑務所を出獄した。
戦後日共に再入党。1946年南大阪地区委員長、大阪府委員、大阪地方委員。130名の大和製鋼（木津川筋）で70名の細胞を組織するなどして活躍。1949年4月西川彦義の紹介で産別会議全日本金属労働組合中央支部の書記局員、8月には全日本金属産業労働組合協議会（大金属）関西地方協議会の担当オルグとなり、関西地協では小西節治、小森春雄と3人組で数多くの闘争を指導した。全労連大阪、大金属関西地方の組織化に尽力し常任執行委員。共産党が分裂した「五〇年問題」では国際派に所属。1955年7月の六全協で復党、北大阪地区委員会の責任者となり、1958年7月の第7回党大会で中央委員候補となった。
党章論争では構造改革派の立場をとり、1961年7月第8回党大会を前に離党した中央統制監査委員会議長・春日庄次郎に続いて、中央委員・山田六左衛門、西川彦義、内藤知周、亀山幸三、中央委員候補・内野壮児とともに脱党。同年10月に社会主義革新運動準備会（社革）を結成。社革では連絡協議会組織を目指す春日議長、山田副議長、原らと、前衛党結成を目指す内藤事務局長、西川、内野らが対立し、1962年に離脱して統一社会主義同盟（統社同）を結成。山田とともに統社同大阪を代表した。1965年10月に日本共産党（日本のこえ）が反代々木系の結集を呼びかけると、これに呼応して11月に春日らと社会主義統一有志会を結成、1967年に社革、統一有志会、こえ派などが合同して結成された共産主義労働者党（共労党）に参加。1969年7月に内藤、内野、長谷川浩、松江澄らと労働者党全国連絡会議を結成、9月に労働運動研究所（労運）を設立。その後、労働者党、新・民主主義連合に所属。
2003年7月17日、肺炎のため死去、91歳。

## 人物
- 戦時中、2度にわたって偽装転向で出獄し、活動を続けた。石堂清倫はこのような知恵が集団で共有されなかったことが当時の運動の弱点であったとして、原の偽装転向を評価している[7]。
- 1969年の共労党第三回大会で「トロツキーは反革命や」と公言した[5]。

## 著書
- 『大阪の工場街から――私の労働運動史』 柘植書房、1981年2月
- 『種子島から来た男――一旋盤職工の手記』 本音の会編、ウニタ書舗、1992年4月